# 小祝麻里亜
小祝 麻里亜（こいわい まりあ、1988年12月25日 - ）は、宮城県仙台市出身のモデル、女優である。

## 来歴
2006年の第11回全日本国民的美少女コンテストで本選出場したのをきっかけに、オスカープロモーションと契約。高校卒業後（2007年春）に上京し本格的に活動を開始。
2010年、オスカープロモーションからランベスに移籍。女優としてもドラマや映画に出演する。
2013年2月21日、自身のブログで芸能活動を休止しアパレル会社に勤務することを発表したが、1年半後の2014年8月15日に退職。2015年からフリーランスで初舞台にたち、活動を再開。以来、モデルを中心に広告、映画、ドラマに出演。
現在はモデル・女優のみならず、ポータルサイトでライターを務める。
2016年9月17日、自身のブログで同年9月12日にハワイで結婚・挙式したことを明かした。

## 人物
- 趣味は映画・韓国ドラマ鑑賞、ファッション、茶道、韓国語。特技は、スキー、新体操、茶道。
- 口の右端にあるホクロが印象的。
- オスカー時代は曽田茉莉江[7]や藤本恵理子[8]と仲が良く、現在も親交を深める。

## 出演

### CM・広告
- 2006年10月〜：イミュ/デジャヴュ「dejavu ファイバーウィッグ 塗るつけまつげ」（2006年） クールなまつげ篇
- 2008年4月〜：ロッテ「レディーボーデン」カップル恋人役
- 2008年6月〜：任天堂DS「ひぐらしのなく頃に絆I」（ハマりまくり篇）
- 2008年11月〜：任天堂DS「ひぐらしのなく頃に絆II」（2登場!篇）
- 2008年11月〜：PSP「ひぐらしデイブレイク」（バトルオブ雑誌編集マン篇）
- 2008年12月27日〜09年1月1日：ブック・オフ インフォマーシャル
- 2009年2月18日〜2009年4月30日：放送開始20周年キャンペーン「NHK BS 20才、どきどき！！キャンペーン」インフォマーシャル
- 2009年5月〜：任天堂DS「ひぐらしのなく頃に絆III」
- 2018年3月〜：ロート製薬 メンソレータム「春のお肌のトラブルに」篇

### テレビ番組
- 2006年10月23日 MBS「ちちんぷいぷい〜今日のダレ?〜」
- 「BS大好き」(NHK BS)
- 「BS20才、ドキドキ!!ななみからのありがとう」(NHK BS)
- 「方言彼女」(U局)

### WEB
- 2006年：SOYJOY CAFÉ インタビュアー（大塚製薬)
- 2006年：あっ!とおどろく放送局（インターネットTV）Decoの犬がよろこぶ“ドッグの料理Show!”
- 2007年5月13日：あっ!とおどろく放送局（インターネットTV）「ウキ!ドキ!ライブ小祝。2007SPRING」 3時間生放送MC
- 2008年：ノートPC新モデルレポートvol.1（RBB TODAY）
- 2011年7月〜11月：ZOZO TOWN MODEL
- 2016年島忠ホームズ　「シマホAR」
- 2016年〜ライスフォース「アクポレス」
- 2017年イオンモール 「シンデレラSummer」
- 2017年CCJC「モクテル、シッテル? ホームパーティー」篇
- 2017年フィットネスジム「OLUTANA」
- 2018年三井ダイレクト損保「高井さんと安井さん」篇
- 2018年花王「春のしあわせ咲く咲くフェア」

### PV
- スキマスイッチ ライブ用PV「奏」アリーナツアーPV
- MAY'S「KISS〜恋に落ちて…冬」PV

### スチール
- 辰巳出版「自転車日和」表紙
- 角川出版「東京ウォーカー」
- 三栄書房「SOFT DARTS BIBLE」連載
- 厚生労働省 ポスター
- イミュ/デジャヴ「ファイヴァ-ウイッグ」
- 積水ハウス
- JR東海「エクスプレス予約早得キャンペーン」
- ハウス食品「特定原材料7品目不使用シリーズ」
- FUJIFILM「ASTALIFT」
- テスコム「ひとりひとりにBeautiful Surprise」

### ファッションショー
- 2008年：SENDAI COLLECTION　ゲストモデル
- 2011年：TGC Girls Collection 2011 in Beijing

### ドラマ
- 2009年放送 NHKワンセグドラマ 「本当のあった!?コンビニのキセキ」1話〜5話レギュラー出演（夕子役）主演：温水洋一
- CX 山村美紗サスペンス『赤い霊柩車』24 死者からの贈り物偽りの愛が生んだ悲劇の連続殺人消えた写真が語る驚愕の真実…完璧トリックを暴く哀れな過去…

### 映画
- 2011年6月「アベックパンチ」 ヒイラギ役
- 2011年8月「富夫」 まどか役
- 2012年3月「明日に架ける愛」須藤真美役
- 2012年3月　DVD映画「パチンコクイーン七瀬4」亀谷鶴子役
- 2018年3月 「糸」妻夫木純役(主演 田中美里の妹)

### 舞台
- 2015年4月「黒き憑人」（シアターグリーン）三上乃璃子役[9]